# Nový Jičín
Nový Jičín (pronunție în cehă [ˈnoviː ˈjɪtʃiːn]; în germană Neutitschein) este un oraș din regiunea Moravia-Silezia din Republica Cehă. Are aproximativ 23.000 de locuitori. Centrul istoric al orașului Nový Jičín este bine conservat și este protejat prin lege ca rezervație de monumente urbane.
Nový Jičín este cel mai cunoscut pentru industria confecționării pălăriilor și este supranumit „orașul pălăriilor”.

## Părți administrative
Satele Bludovice, Kojetín, Loučka, Straník și Žilina sunt părți administrative ale orașului Nový Jičín.

## Etimologie
Există două teorii cu privire la modul în care a apărut numele „Jičín”. După legendele locale, ar putea fi un nume derivat de la curajoasa fată a unui proprietar local de castel pe nume Jitka (Jitčín, ulterior a evoluat în Jičín). O altă teorie derivă numele de la cuvântul slav pentru mistreț div (Dičín, ulterior modificat în Jičín).
Atributul Nový ("Noul") a fost adăugat pentru a-l deosebi de Starý Jičín⁠(d) ("Vechiul Jičín") aflat la 3 kilometri apropiere.

## Geografie
Nový Jičín este situat la aproximativ 30 de kilometri sud-vest de Ostrava. Se află la poalele Moraviei-Sileziei (Podbeskydská pahorkatina). Cel mai înalt punct este dealul Dlouhý kopec aflat la 585 metri (1.919 ft) deasupra nivelului mării. Orașul este situat pe micul râu Jičínka, la confluența sa cu pâraiele Zrzávka, Grasmanka și Rakovec.

## Istorie

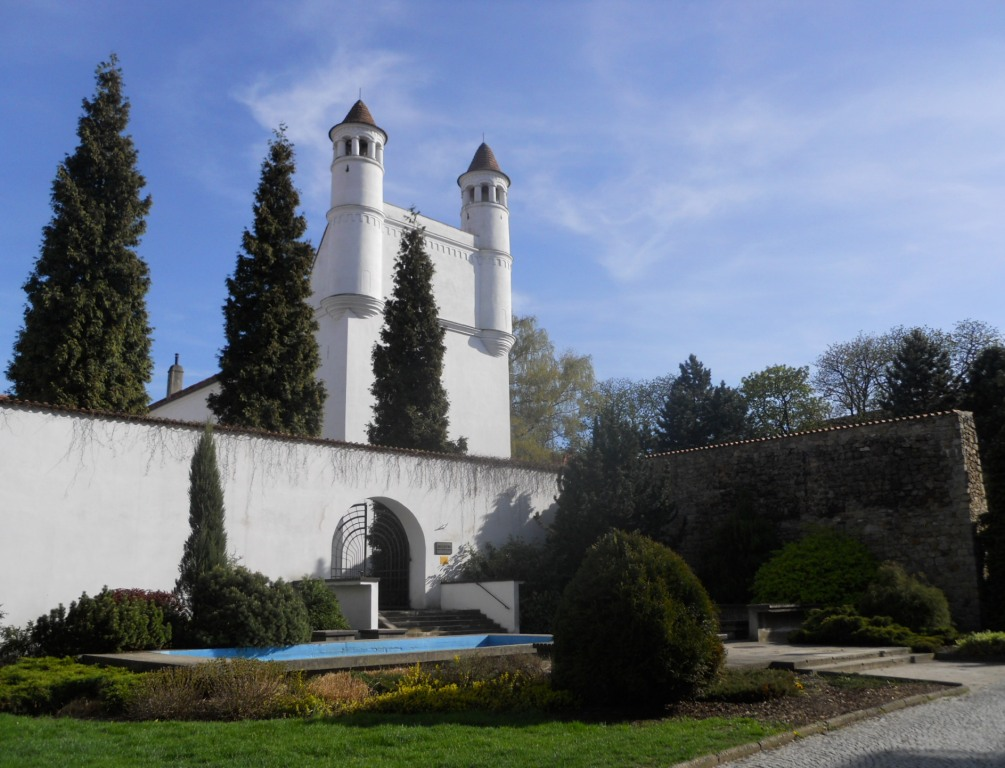
Castelul Žerotínský

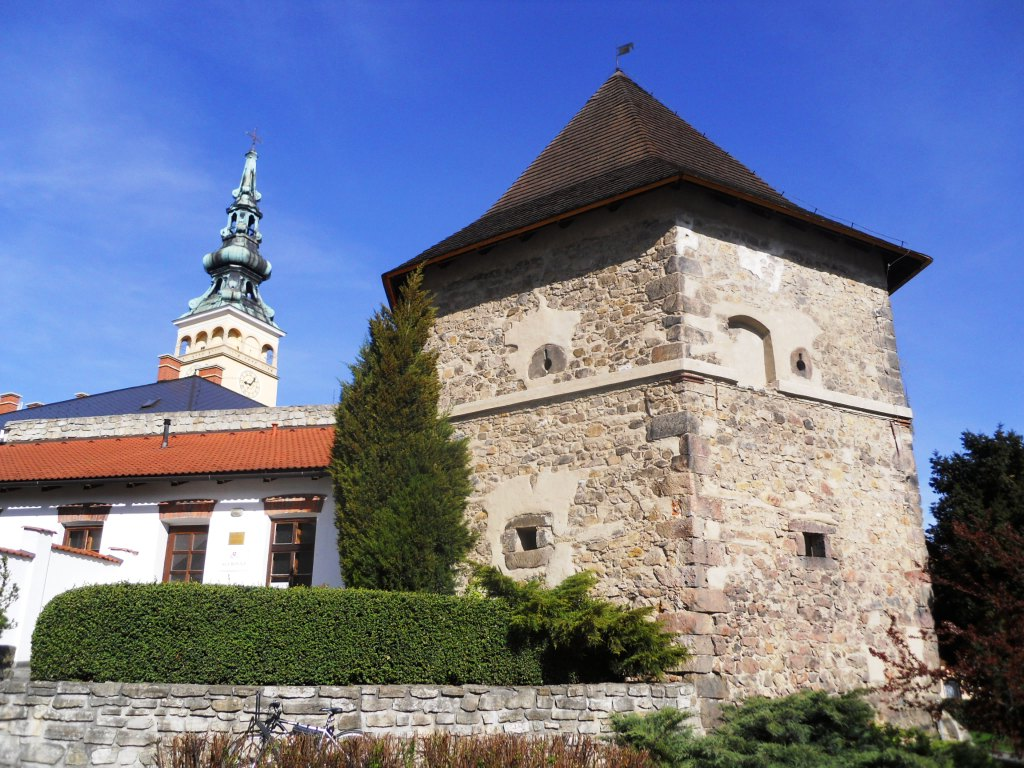
Rămășițe ale fortificațiilor orașului

Prima mențiune scrisă a lui Nový Jičín datează din 1313, însă probabil a fost fondat în jurul anului 1280. A fost ridicat ca un centru economic al moșiei Starý Jičín⁠(d). A fost proprietatea lorzilor din Kravaře⁠(d) și mai târziu a Casei de Zierotin⁠(d).
Castelul Žerotínský a făcut parte inițial din fortificațiile orașului, a căror construcție a început în anii 1380 și a continuat la începutul secolului al XVI-lea. În timpul domniei lui Bedřich⁠(d) de Zierotin (1533–1541), castelul a fost reconstruit ca o reședință renascentistă.
În 1620, Frederic al V-lea a promovat Nový Jičín ca un oraș regal. Orașul a fost decimat în perioada Războiului de Treizeci de Ani și de marile incendii din 1768 și 1773..
În secolul al XIX-lea, populația evreiască a revenit în oraș și au fost înființate mari fabrici de textile. Industria pălăriilor a înflorit și Nový Jičín este numit și astăzi „orașul pălăriilor”. În timpul industrializării de la mijlocul secolului al XIX-lea, două porți ale orașului și majoritatea turnurilor și podurilor castelului au fost demolate. Doar două turnuri de apărare au rămas.
Până în 1918, orașul a făcut parte din Austro-Ungaria, capitala districtului cu același nume, fiind unul dintre cele 34 de Bezirkshauptmannschaften din Moravia.
După sfârșitul Primului Război Mondial, până la 24 noiembrie 1918, orașul a devenit parte a Republicii Cehoslovace.
Populația germană a fost expulzată în 1945.

## Economie

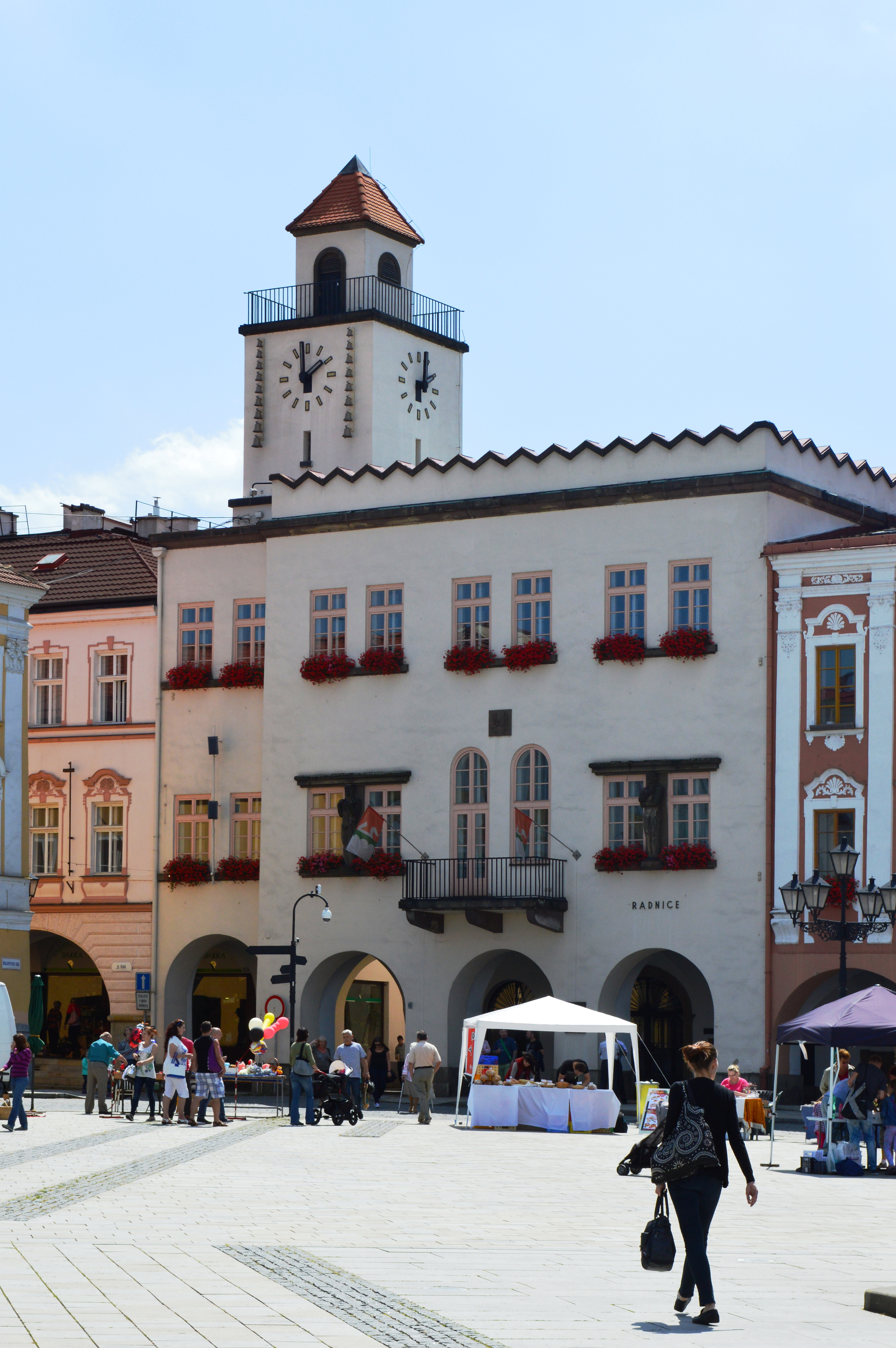
Primăria

Nový Jičín este cunoscut pentru industria sa de pălării. Aici se produc pălării din 1630. Producția mecanică a început aici în 1865 și este cea mai veche fabrică de pălării din lume. Compania modernă TONAK a fost înființată în 1945 și este încă unul dintre cei mai mari trei producători de articole pentru cap din lume. La începutul anului 2003, TONAK avea 740 de angajați în Nové Jičín și 385 în Strakonice.
Cel mai mare angajator care are sediul în oraș este Hanon Systems Autopal, producător de componente de refrigerare și aer condiționat pentru industria auto. Compania are peste 1.500 de angajați.

## Transporturi
Nový Jičín se află pe ruta europeană E462. Orașul se află la aproximativ 8 kilometri de stația de pe calea ferată de mare viteză din Suchdol nad Odrou⁠(d). Aici se află linia de cale ferată Nový Jičín– Suchdol nad Odrou de importanță locală.
Cel mai mare aeroport din regiune, Aeroportul Leoš Janáček Ostrava se află la aproximativ 15 kilometri de orașul Nový Jičín.

## Obiective turistice

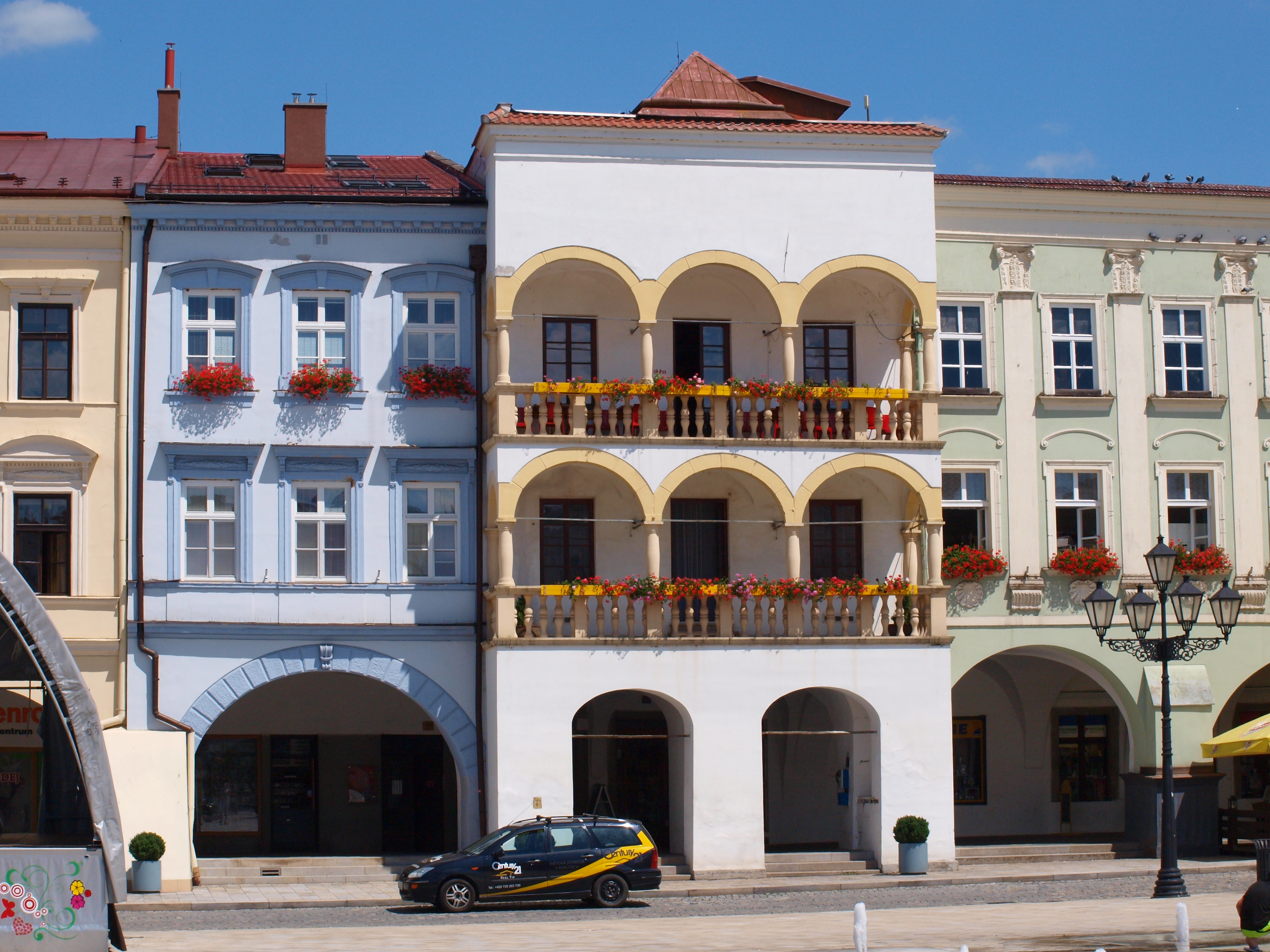
Stará pošta (Poșta veche)

Nucleul istoric al orașului Nový Jičín este un oraș renascentist-baroc, fiind un exemplu pur de urbanism medieval din a doua jumătate a secolului al XIII-lea. În centrul său se află o piață cu arcade și un sistem dreptunghiular de străzi adiacente. În secolul al XVI-lea au fost construite arcadele, iar casele de lemn au fost înlocuite cu cele de piatră.
Piața orașului este mărginită de case renascentiste și baroce bine conservate. Primăria a fost o casă renascentistă în secolul al XVI-lea, care a fost reconstruită ca o primărie în 1661. În 1881, fațada sa a fost reconstruită și modificată într-un stil pseudo-gotic. În 1929–1930, a fost făcută o reconstrucție pseudo-renascentistă.
Cea mai valoroasă casă este Stará pošta (adică „Poșta veche”), o casă renascentistă cu două etaje din 1563.
Într-o casă istorică în care a murit generalul Ernst Gideon von Laudon⁠(d) în 1790 se află un centru de informare turistică și o expoziție a tradiției confecționării pălăriilor din Nový Jičín.
Biserica Adormirea Maicii Domnului este un reper principal din centrul istoric. Are un turn renascentist înalt de 66 de metri care a fost construit din 1587. Castelul gotic original a fost înlocuit de clădirea actuală de către iezuiți în 1732–1740.
Cea mai veche clădire de piatră din Nový Jičín este Castelul Žerotínský din anii 1380. Aici se află în prezent un muzeu regional. Doar un bastion din 1613 și câteva fragmente ale zidului orașului s-au păstrat până astăzi.

## Personalități
- Ernst Gideon von Laudon⁠(d) (1717–1790), generalisimo germano-austriac; a murit aici
- Peter von Rittinger⁠(d) (1811–1872), inginer și inventator austriac
- Eduard Veith⁠(d) (1858–1925), pictor austriac
- Adolf Herz⁠(d) (1862–1947), inginer și inventator austro-elvețian
- Hugo Baar⁠(d) (1873–1912), peisagist moravo-german
- Božena Benešová⁠(d) (1873–1936), scriitor
- Alfred Neubauer⁠(d) (1891–1980), manager de curse
- Fred Liewehr⁠(d) (1909–1993), actor austriac
- Max Mannheimer⁠(d) (1920–2016),scriitor, supraviețuitor al Holocaustului
- Vladimír Válek⁠(d) (n. 1935), dirijor
- Harun Farocki⁠(d) (1944–2014), regizor de film și autor german
- František Černík⁠(d) (n. 1953), jucător de hochei pe gheață
- Stanislav Moša⁠(d) (n. 1956), director de teatru
- Karel Stromšík⁠(d) (n. 1958), fotbalist
- Vlasta Redl⁠(d) (n. 1959), cântăreț, textier, compozitor și multi-instrumentist din Moravia (cântă la chitară, la clape, la pian, la mandolină și la alte instrumente)
- Kateřina Konečná⁠(d) (n. 1981), politician
- Rostislav Klesla⁠(d) (n. 1982), jucător de hochei pe gheață
- Tomáš Sklenák⁠(d) (n. 1982), handbalist
- Lenka Masná⁠(d) (n. 1985), atlet
- Karolína Huvarová⁠(d) (n. 1986), antrenoare și fotomodel de fitness[20]
- Petra Klosová⁠(d) (n. 1986), înotător

## Orașe înfrățite
Orașul Nový Jičín este înfrățită cu:
- Épinal, Franța
- Görlitz, Germania
- Kremnica, Slovacia
- Ludwigsburg, Germania
- Novellara, Italia
- Świętochłowice, Polonia